# (61469) 2000 QJ35
2000 كيو جاي 35 (ويعرف أيضًا باسم (61469) 2000 كيو جاي 35 وفق تسمية الكوكب الصغير) (بالإنجليزية: 2000 QJ35)‏ هو كويكب ضمن حزام الكويكبات؛ وترتيبه 61469 من حيث الاكتشاف.
اكتُشف هذا الجُرم الفلكي بواسطة تاكيشي أوراتا ‏ في 23 أغسطس 2000.

## وصلات خارجية
- (61469) 2000 QJ35 في قاعدة بيانات مختبر الدفع النفاث لأجرام النظام الشمسي الصغيرة

- الاكتشاف · مخطط المدار ·  العناصر المدارية · المعلمات المادية

- (61469) 2000 QJ35 على موقع ويكي سكاي: DSS2, SDSS, GALEX, IRAS, Hydrogen α, X-Ray, Astrophoto, Sky Map, Articles and images